# Ciron (Indre)
Pour les articles homonymes, voir Ciron.
Ciron est une commune française située dans le département de l'Indre en région Centre-Val de Loire.

## Géographie

### Localisation
La commune est située dans le sud-ouest du département, dans la région naturelle de la Brenne, au sein du parc naturel régional de la Brenne.
Les communes limitrophes sont : Oulches (4 km), Ruffec (6 km), Rosnay (8 km), Chitray (9 km), Migné (11 km), Chalais (11 km) et Bélâbre (11 km).
Les communes chefs-lieux et préfectorales sont : Le Blanc (14 km), Châteauroux (40 km), La Châtre (57 km) et Issoudun (66 km).

### Hameaux et lieux-dits
Les hameaux et lieux-dits de la commune sont : Châtre, la Boissière, la Surveillance, les Riaux, le Breuil Renaud, le Breuil Cornard, les Mognaises, la Font Bouillault, Romefort, la Ménagerie, la Barre, le Ris, Vaulniers, Azay, les Néraults, Pellebuzan, les Descends et la Ménigaudière.

### Géologie et hydrographie
La commune est classée en zone de sismicité 2, correspondant à une sismicité faible.
Le territoire communal est arrosé par la rivière Creuse.

### Climat
Pour des articles plus généraux, voir Climat du Centre-Val de Loire et Climat de l'Indre.
En 2010, le climat de la commune est de type climat océanique altéré, selon une étude du CNRS s'appuyant sur une série de données couvrant la période 1971-2000. En 2020, Météo-France publie une typologie des climats de la France métropolitaine dans laquelle la commune est toujours exposée à un climat océanique altéré et est dans la région climatique Centre et contreforts nord du Massif Central, caractérisée par un air sec en été et un bon ensoleillement.
Pour la période 1971-2000, la température annuelle moyenne est de 11,9 °C, avec une amplitude thermique annuelle de 15,1 °C. Le cumul annuel moyen de précipitations est de 759 mm, avec 11,6 jours de précipitations en janvier et 6,8 jours en juillet. Pour la période 1991-2020, la température moyenne annuelle observée sur la station météorologique de Météo-France la plus proche, sur la commune de Rosnay à 9 km à vol d'oiseau, est de 12,5 °C et le cumul annuel moyen de précipitations est de 720,9 mm,. Pour l'avenir, les paramètres climatiques de la commune estimés pour 2050 selon différents scénarios d'émission de gaz à effet de serre sont consultables sur un site dédié publié par Météo-France en novembre 2022.

### Voies de communication et transports
Le territoire communal est desservi par les routes départementales : 3, 20, 24, 32, 44, 927 et 951.
La ligne de Port-de-Piles à Argenton-sur-Creuse passait par le territoire communal, deux gares (Ciron et Scoury) desservaient la commune. La gare ferroviaire la plus proche est la gare d'Argenton-sur-Creuse, à environ 25 km.
Ciron est desservie par les lignes N et O du réseau de mobilité interurbaine.
L'aéroport le plus proche est l'aéroport de Châteauroux-Centre, à 54 km.
Le territoire communal est traversé par le sentier de grande randonnée de pays de la Brenne et par la voie verte des Vallées.

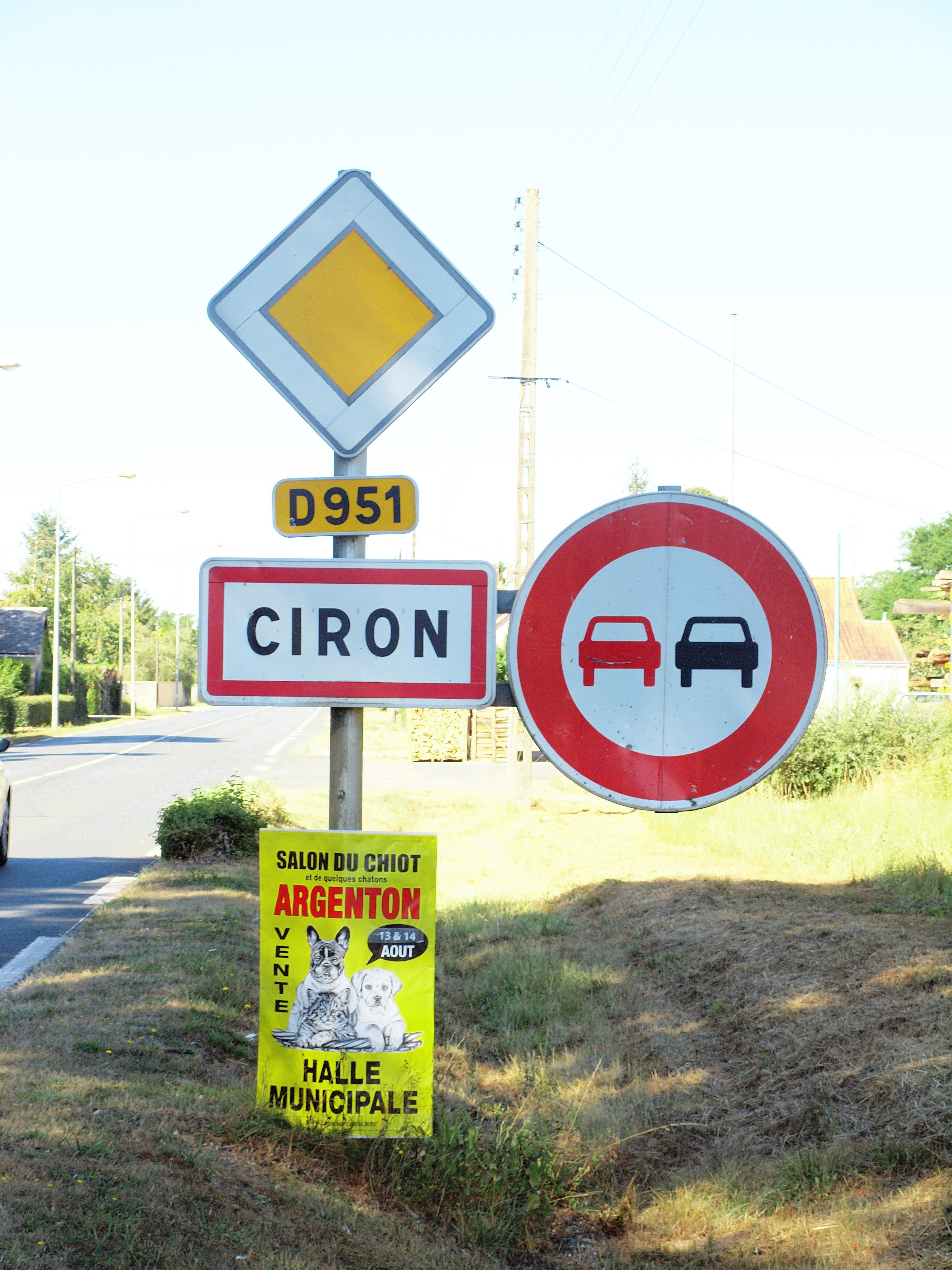
Le panneau d'entrée d’agglomération en 2016.
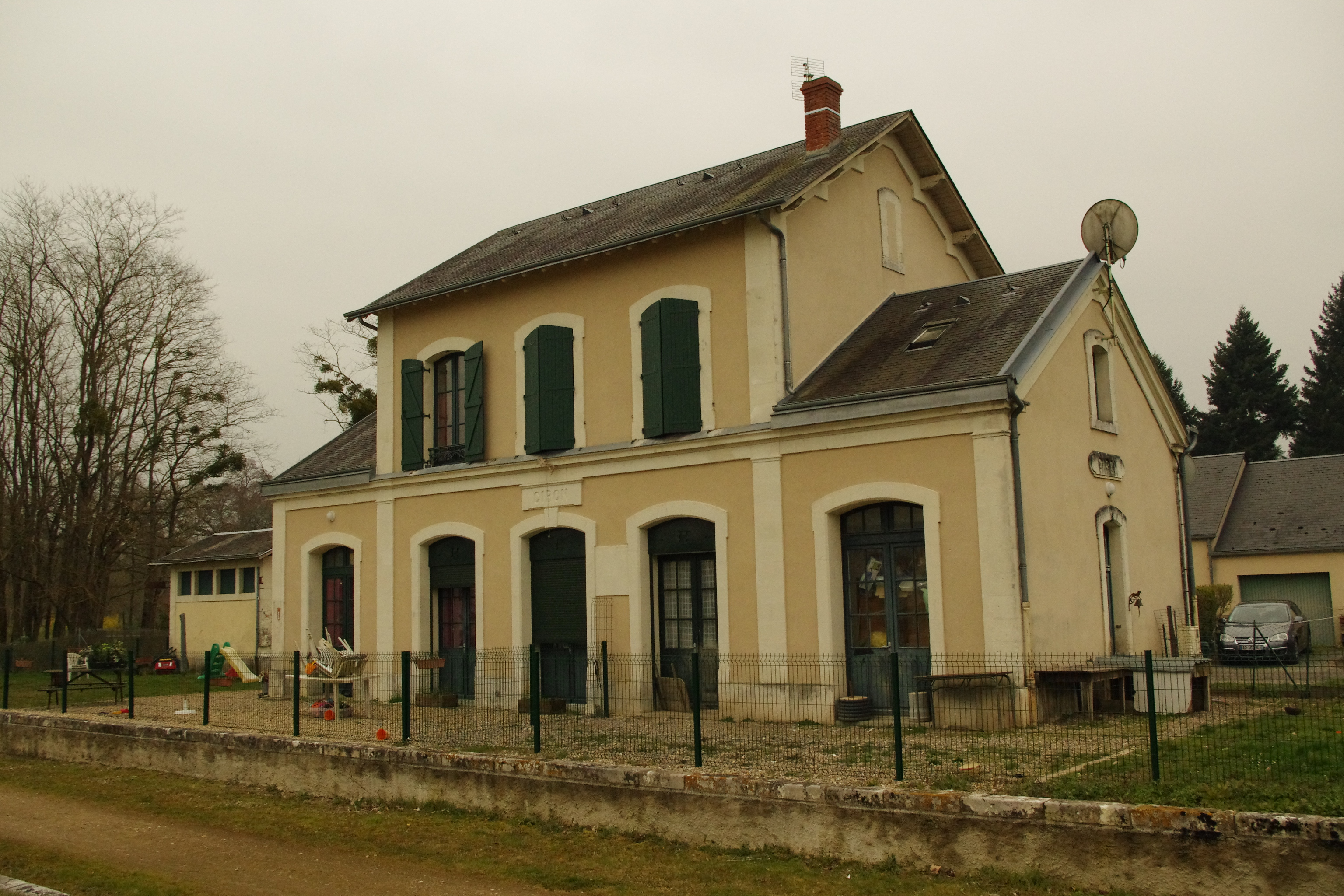
L'ancienne gare de Ciron en 2013.
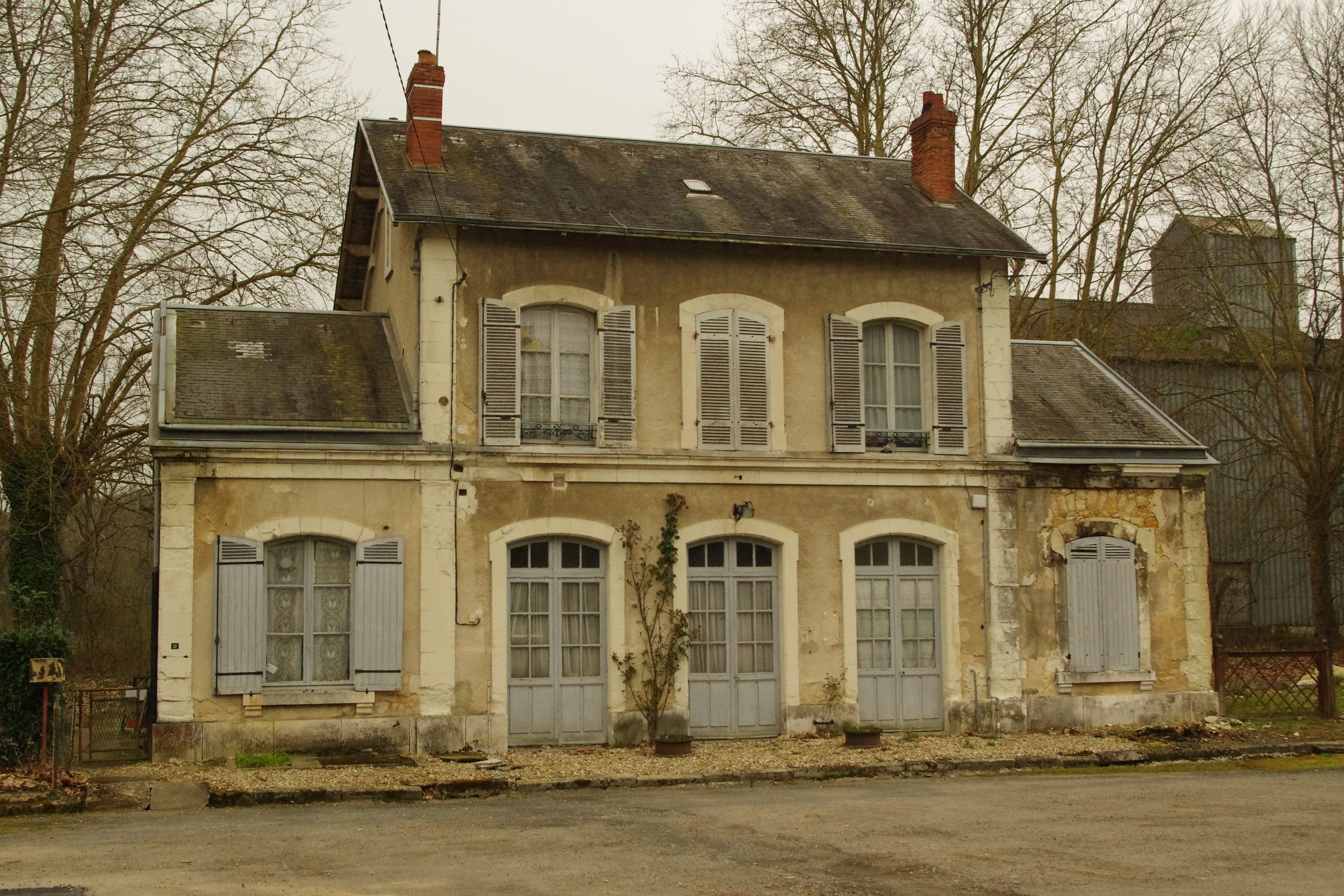
L'ancienne gare de Scoury en 2013.
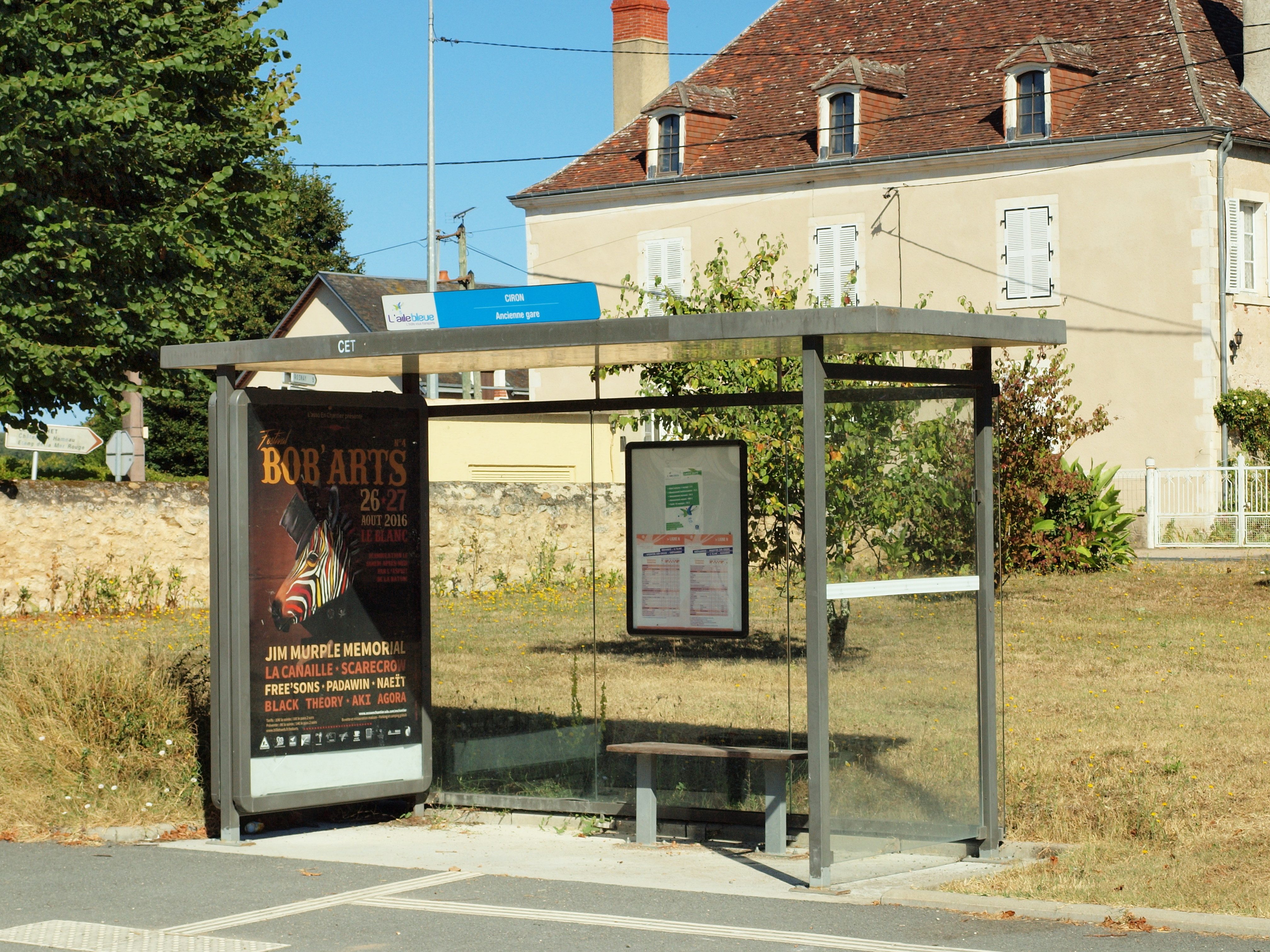
L'arrêt de bus L'Aile Bleue en 2016.

## Urbanisme

### Typologie
Au 1er janvier 2024, Ciron est catégorisée commune rurale à habitat dispersé, selon la nouvelle grille communale de densité à sept niveaux définie par l'Insee en 2022.
Elle est située hors unité urbaine. Par ailleurs la commune fait partie de l'aire d'attraction du Blanc, dont elle est une commune de la couronne,. Cette aire, qui regroupe 23 communes, est catégorisée dans les aires de moins de 50 000 habitants,.

### Occupation des sols
L'occupation des sols de la commune, telle qu'elle ressort de la base de données européenne d’occupation biophysique des sols Corine Land Cover (CLC), est marquée par l'importance des territoires agricoles (69,5 % en 2018), une proportion sensiblement équivalente à celle de 1990 (69,4 %). La répartition détaillée en 2018 est la suivante : 
prairies (32,1 %), zones agricoles hétérogènes (24,7 %), forêts (23,7 %), terres arables (12,7 %), eaux continentales (4,4 %), zones urbanisées (1,3 %), milieux à végétation arbustive et/ou herbacée (1,1 %). L'évolution de l’occupation des sols de la commune et de ses infrastructures peut être observée sur les différentes représentations cartographiques du territoire : la carte de Cassini (XVIIIe siècle), la carte d'état-major (1820-1866) et les cartes ou photos aériennes de l'IGN pour la période actuelle (1950 à aujourd'hui).

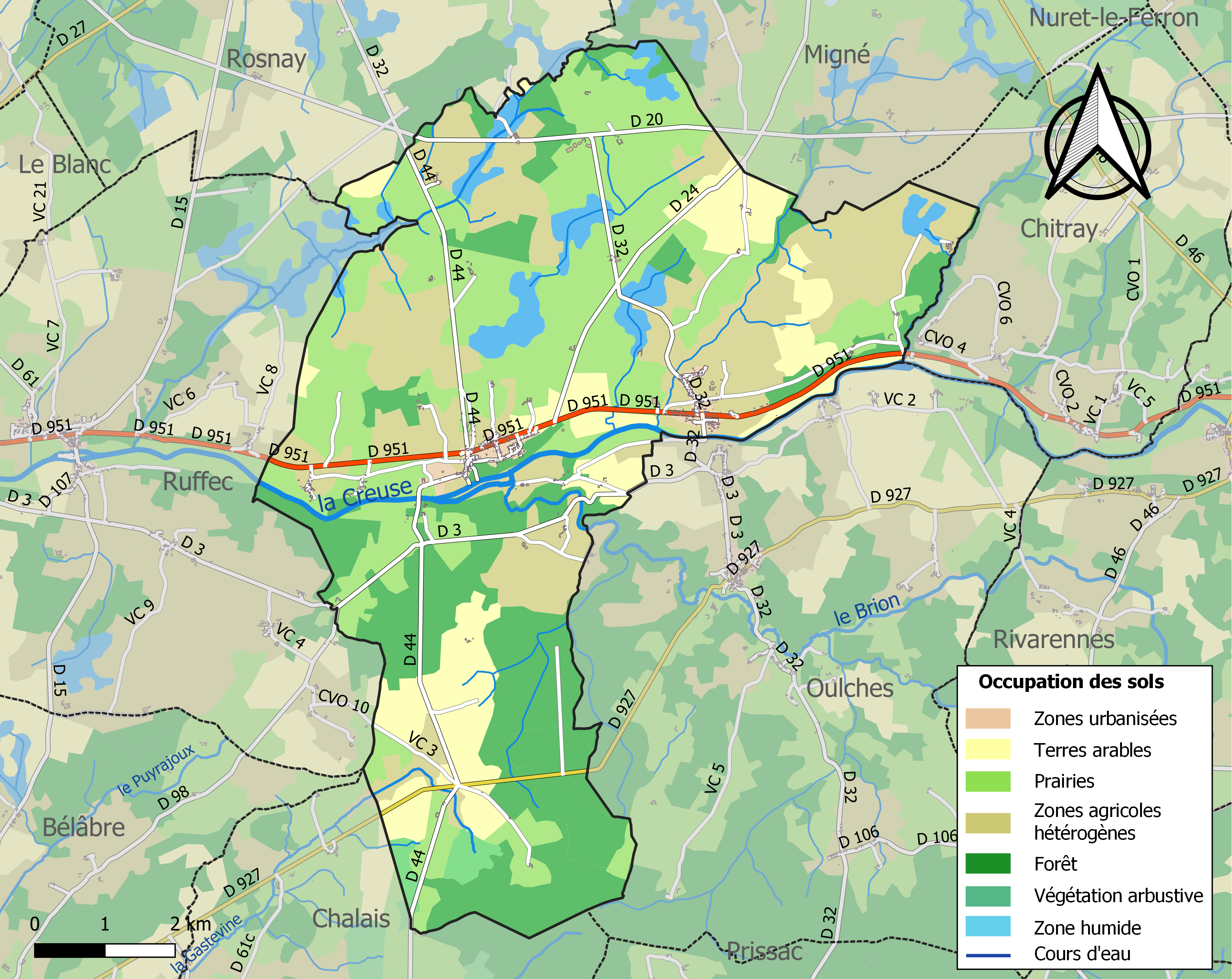
Carte des infrastructures et de l'occupation des sols de la commune en 2018 (CLC).

### Logement
Le tableau ci-dessous présente le détail du secteur des logements de la commune :
| Date du relevé                                              | 2013   | 2015   |
| Nombre total de logements                                   | 368    | 380    |
| Résidences principales                                      | 67,3 % | 67,6 % |
| Résidences secondaires                                      | 26,9 % | 26,6 % |
| Logements vacants                                           | 5,9 %  | 5,8 %  |
| Part des ménages propriétaires de leur résidence principale | 72 %   | 72 %   |

### Risques majeurs
Le territoire de la commune de Ciron est vulnérable à différents aléas naturels : météorologiques (tempête, orage, neige, grand froid, canicule ou sécheresse), inondations, feux de forêts et séisme (sismicité faible). Il est également exposé à deux risques technologiques, le transport de matières dangereuses et la rupture d'un barrage. Un site publié par le BRGM permet d'évaluer simplement et rapidement les risques d'un bien localisé soit par son adresse soit par le numéro de sa parcelle.

#### Risques naturels
Certaines parties du territoire communal sont susceptibles d’être affectées par le risque d’inondation par débordement de cours d'eau, notamment la Creuse et le Brion. La commune a été reconnue en état de catastrophe naturelle au titre des dommages causés par les inondations et coulées de boue survenues en 1982, 1990, 1999, 2016 et 2018,.
Pour anticiper une remontée des risques de feux de forêt et de végétation vers le nord de la France en lien avec le dérèglement climatique, les services de l’État en région Centre-Val de Loire (DREAL, DRAAF, DDT) avec les SDIS ont réalisé en 2021 un atlas régional du risque de feux de forêt, permettant d’améliorer la connaissance sur les massifs les plus exposés. La commune, étant pour partie dans les massifs de Luzeraize et de Brenne, est classée au niveau de risque 1, sur une échelle qui en comporte quatre (1 étant le niveau maximal).

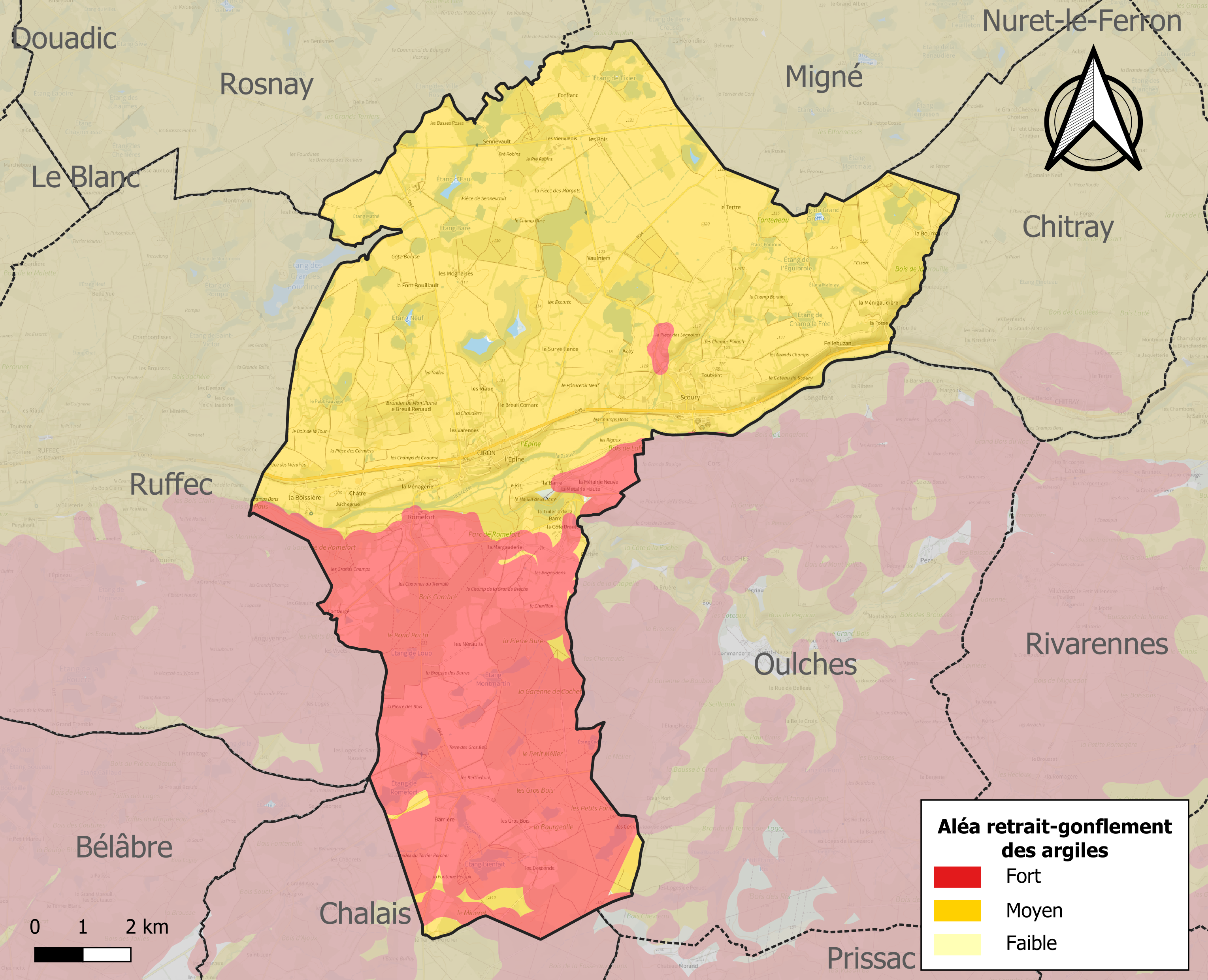
Carte des zones d'aléa retrait-gonflement des sols argileux de Ciron.

Le retrait-gonflement des sols argileux est susceptible d'engendrer des dommages importants aux bâtiments en cas d’alternance de périodes de sécheresse et de pluie. 99,7 % de la superficie communale est en aléa moyen ou fort (84,7 % au niveau départemental et 48,5 % au niveau national). Sur les 385 bâtiments dénombrés sur la commune en 2019, 385 sont en aléa moyen ou fort, soit 100 %, à comparer aux 86 % au niveau départemental et 54 % au niveau national. Une cartographie de l'exposition du territoire national au retrait gonflement des sols argileux est disponible sur le site du BRGM,.
Concernant les mouvements de terrains, la commune a été reconnue en état de catastrophe naturelle au titre des dommages causés par la sécheresse en 2018 et par des mouvements de terrain en 1999.

#### Risques technologiques
Le risque de transport de matières dangereuses sur la commune est lié à sa traversée par des infrastructures routières ou ferroviaires importantes ou la présence d'une canalisation de transport d'hydrocarbures. Un accident se produisant sur de telles infrastructures est en effet susceptible d’avoir des effets graves au bâti ou aux personnes jusqu’à 350 m, selon la nature du matériau transporté. Des dispositions d’urbanisme peuvent être préconisées en conséquence.
La commune est en outre située en aval du Barrage d'Éguzon, de classe A et faisant l'objet d'un PPI, mis en eau en 1926, d’une hauteur de 58 mètres et retenant un volume de 57,3 millions de mètres cubes. À ce titre elle est susceptible d’être touchée par l’onde de submersion consécutive à la rupture de cet ouvrage.

## Toponymie
Le nom est attesté sous la forme Saint-Georges-de-Cyron en 1531, Cyron en 1573, Sanctus Gregorius de Sirone en 1648.
A. Dauzat et Ch. Rostaing renvoient à Ciran  sans qu’un lien clair soit établi. Faute de formes suffisamment anciennes, on ne peut écarter l’hypothèse d’un composé gaulois en Ciro- ou Ciso- suivi de -magus, élément toponymique signifiant « marché, place ».
Ses habitants sont appelés les Cironnais.

## Histoire
Le 15 avril 1875, la commune vit s'écraser le premier ballon à avoir provoqué la mort de ses occupants par excès d'altitude, le Zénith. Sur les trois aéronautes (Théodore Sivel, Joseph Croce-Spinelli et Gaston Tissandier), seul Tissandier survécut.
Le 10 juillet 1944, 28 maquisards F.F.I. ont été tués par l'occupant allemand au lieu-dit « Les Descends » ; un monument commémore ce massacre.

## Politique et administration
La commune dépend de l'arrondissement du Blanc, du canton du Blanc, de la première circonscription de l'Indre et de la communauté de communes Brenne - Val de Creuse.
Elle dispose d'une agence postale communale.

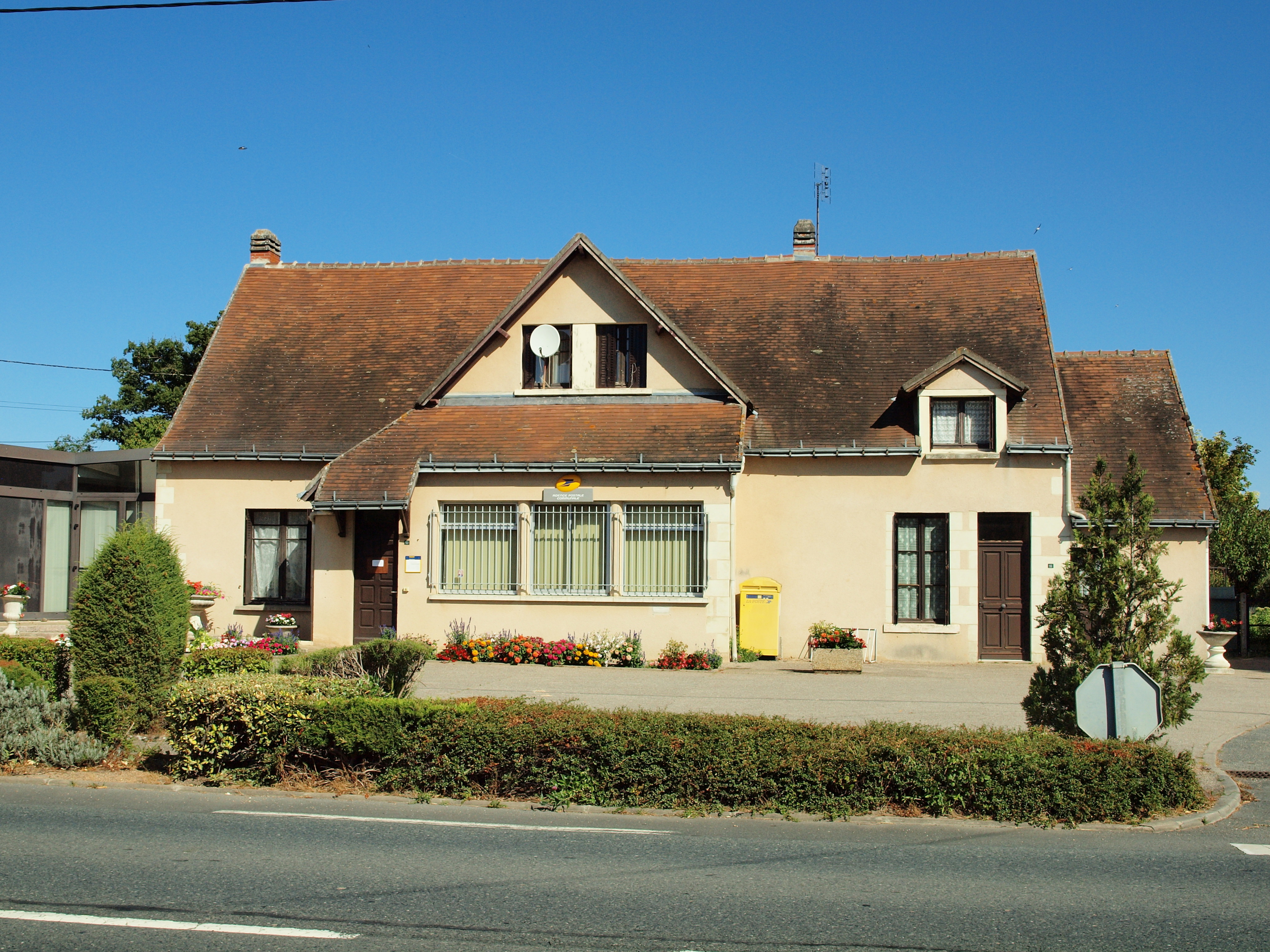
L'agence postale communale en 2016.

| Période                                  | Période   | Identité     | Étiquette | Qualité            |
| ---------------------------------------- | --------- | ------------ | --------- | ------------------ |
| mars 1989                                | mars 2008 | René Perot   | ?         | ?                  |
| mars 2008,                               | En cours  | Gérard Defez | DVD       | Ingénieur retraité |
| Les données manquantes sont à compléter. |           |              |           |                    |

## Population et société

### Démographie
L'évolution du nombre d'habitants est connue à travers les recensements de la population effectués dans la commune depuis 1793. Pour les communes de moins de 10 000 habitants, une enquête de recensement portant sur toute la population est réalisée tous les cinq ans, les populations de référence des années intermédiaires étant quant à elles estimées par interpolation ou extrapolation. Pour la commune, le premier recensement exhaustif entrant dans le cadre du nouveau dispositif a été réalisé en 2005.

En 2022, la commune comptait 523 habitants, en évolution de −7,6 % par rapport à 2016 (Indre : −3 %, France hors Mayotte : +2,11 %).
| 1793 | 1800 | 1806 | 1821 | 1831 | 1836 | 1841 | 1846 | 1851 |
| ---- | ---- | ---- | ---- | ---- | ---- | ---- | ---- | ---- |
| 670  | 751  | 799  | 740  | 812  | 813  | 731  | 785  | 840  |

| 1856 | 1861 | 1866 | 1872 | 1876 | 1881 | 1886  | 1891  | 1896  |
| ---- | ---- | ---- | ---- | ---- | ---- | ----- | ----- | ----- |
| 899  | 847  | 890  | 866  | 931  | 986  | 1 158 | 1 098 | 1 081 |

| 1901  | 1906  | 1911  | 1921 | 1926 | 1931 | 1936 | 1946 | 1954 |
| ----- | ----- | ----- | ---- | ---- | ---- | ---- | ---- | ---- |
| 1 049 | 1 058 | 1 079 | 923  | 917  | 850  | 823  | 883  | 776  |

| 1962 | 1968 | 1975 | 1982 | 1990 | 1999 | 2005 | 2006 | 2010 |
| ---- | ---- | ---- | ---- | ---- | ---- | ---- | ---- | ---- |
| 735  | 647  | 564  | 522  | 529  | 533  | 505  | 504  | 528  |

| 2015 | 2020 | 2022 | - | - | - | - | - | - |
| ---- | ---- | ---- | - | - | - | - | - | - |
| 562  | 528  | 523  | - | - | - | - | - | - |

### Enseignement
La commune dépend de la circonscription académique du Blanc.

### Équipement culturel
Elle dispose aussi d'une salle des fêtes.

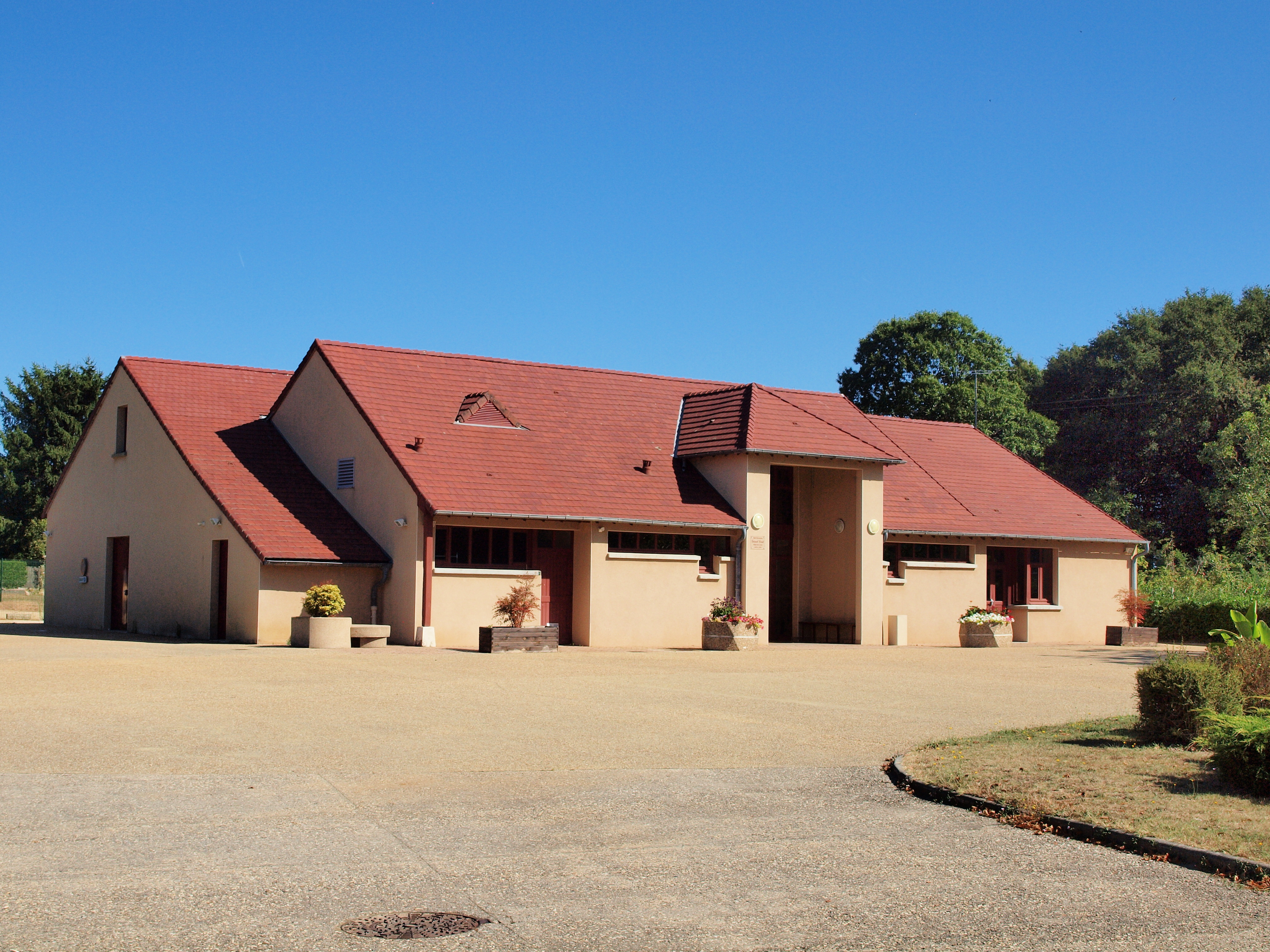
La salle des fêtes en 2016.

### Médias
La commune est couverte par les médias suivants : La Nouvelle République du Centre-Ouest, Le Berry républicain, L'Écho - La Marseillaise, La Bouinotte, Le Petit Berrichon, France 3 Centre-Val de Loire, Berry Issoudun Première, Vibration, Forum, France Bleu Berry et RCF en Berry.

## Économie
La commune se situe dans la zone d’emploi de Châteauroux et dans le bassin de vie du Blanc.
La commune se trouve dans l'aire géographique et dans la zone de production du lait, de fabrication et d'affinage du fromage Pouligny-saint-pierre.

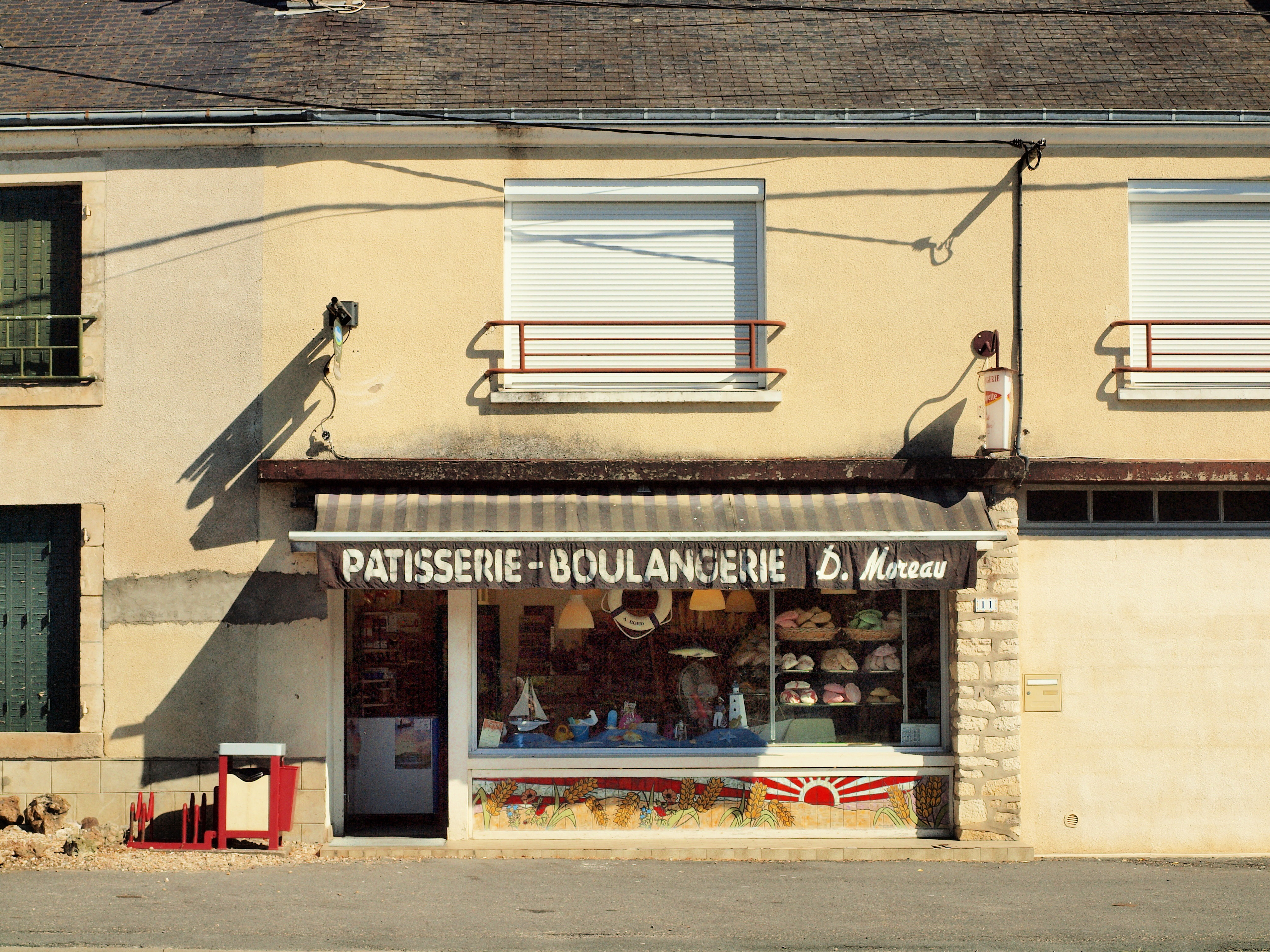
La boulangerie en 2016.
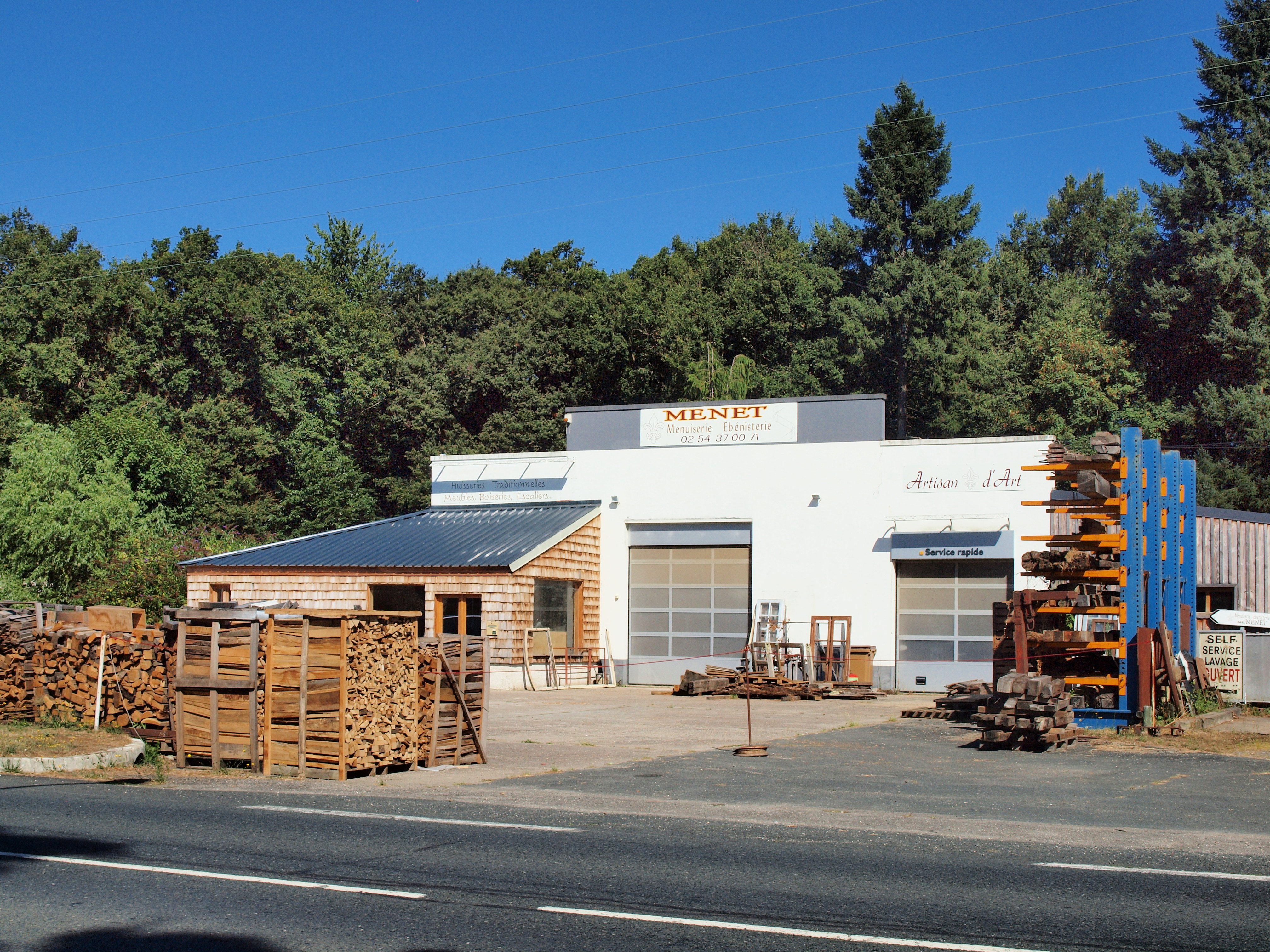
L'ébénisterie en 2016.

## Culture locale et patrimoine
- Château de Romefort[42] : il domine la Creuse et fut classé en 1994[43].
- Château de Cors du XIIe siècle.
- Château de l'Épine (XIXe siècle).
- Église Saint-Georges (XIIIe siècle).
- Monument aux morts.
- Lanterne des morts[44].
- Dolmen de Sennevault, dolmen classé au titre des monuments historique par la liste de 1889[45].
- Pierre-Bourrilière, dolmen.
- Maison forte de la Boissière : elle fut inscrite en 2004[46].
- Fontaine de la Boissière.
- Monument commémorant la chute du Zénith.
- Monument commémoratif du massacre des maquisards en 1944.

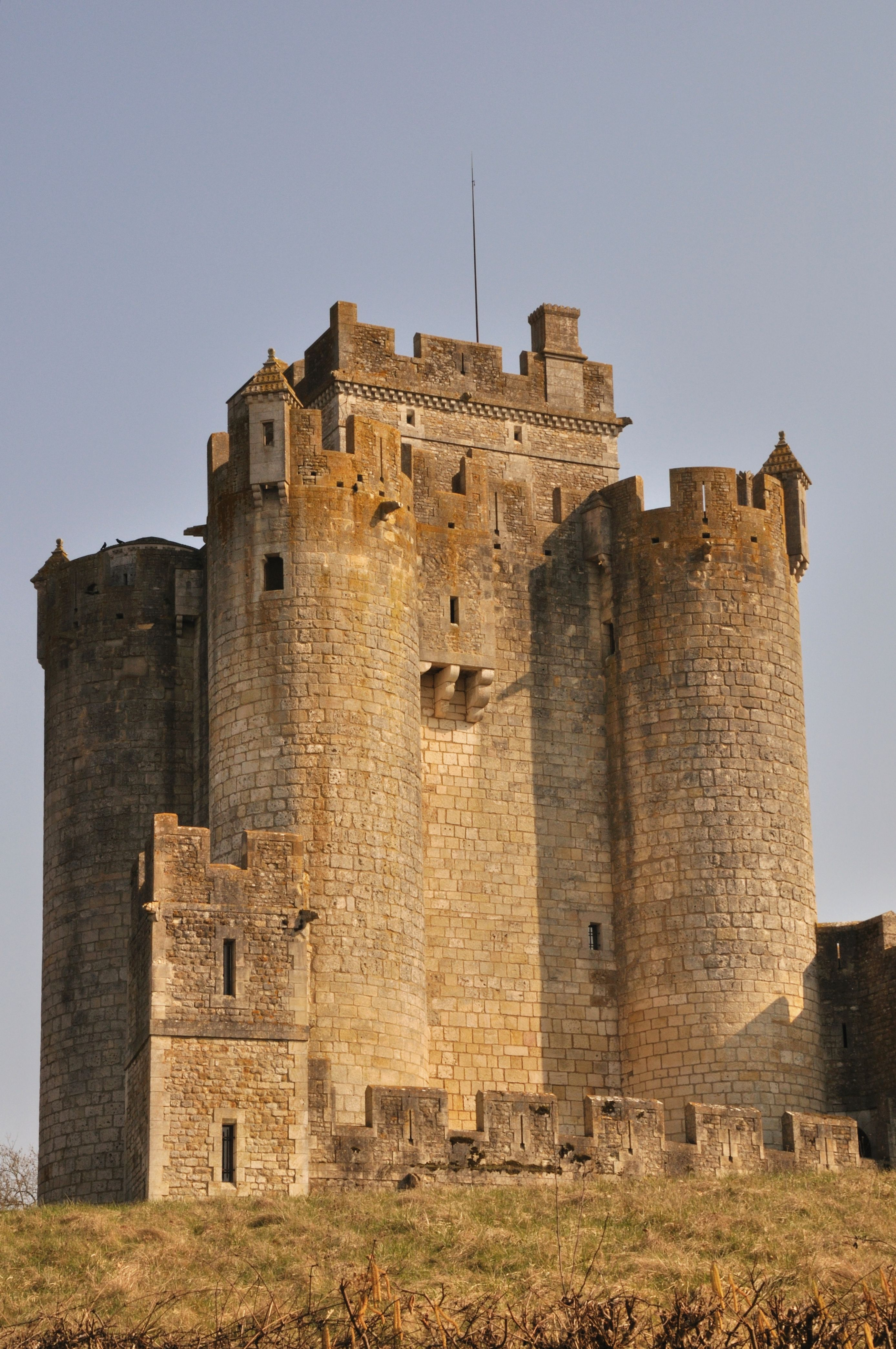
Le château de Romefort en 2011.
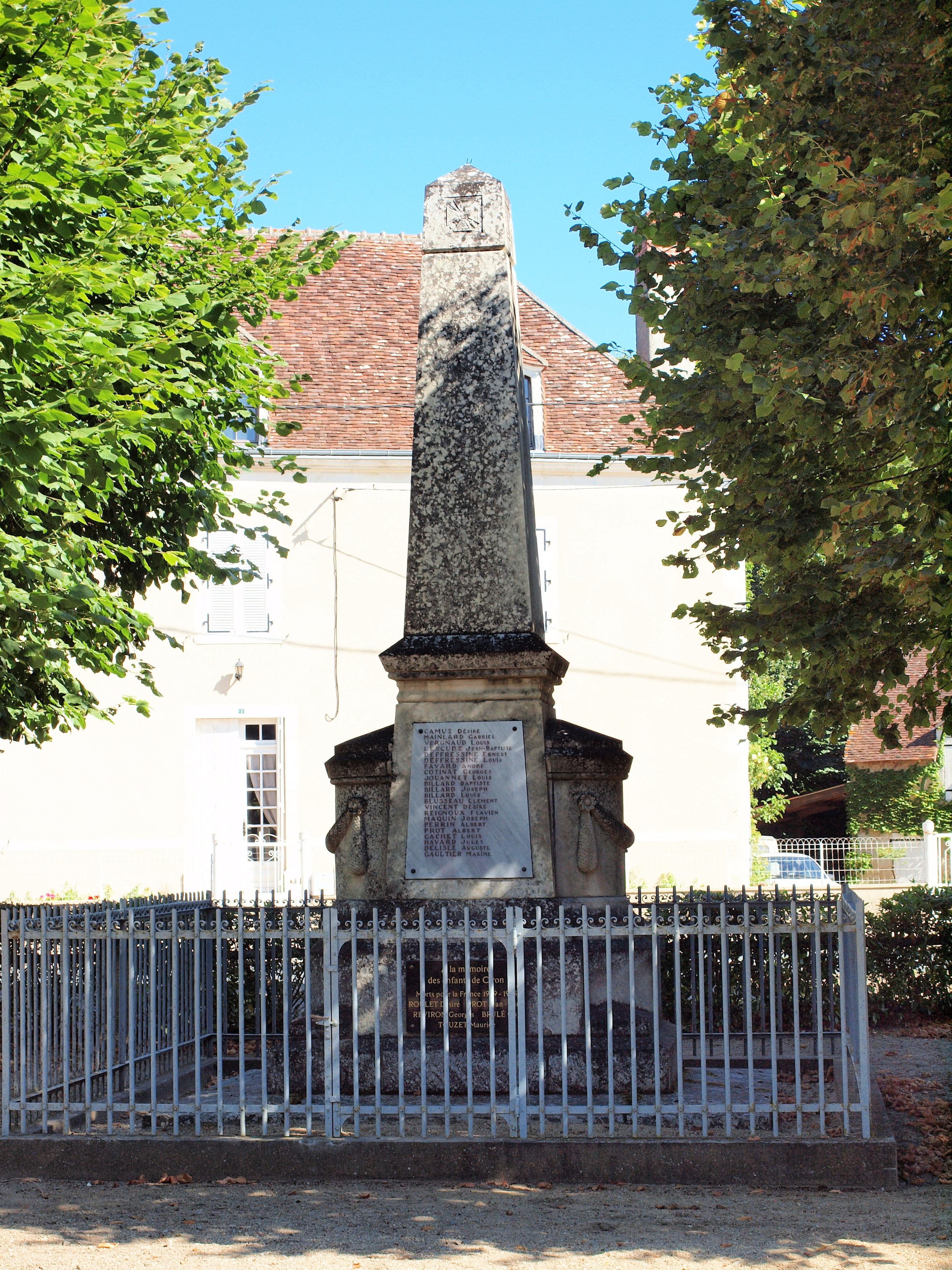
Le monument aux morts en 2016.
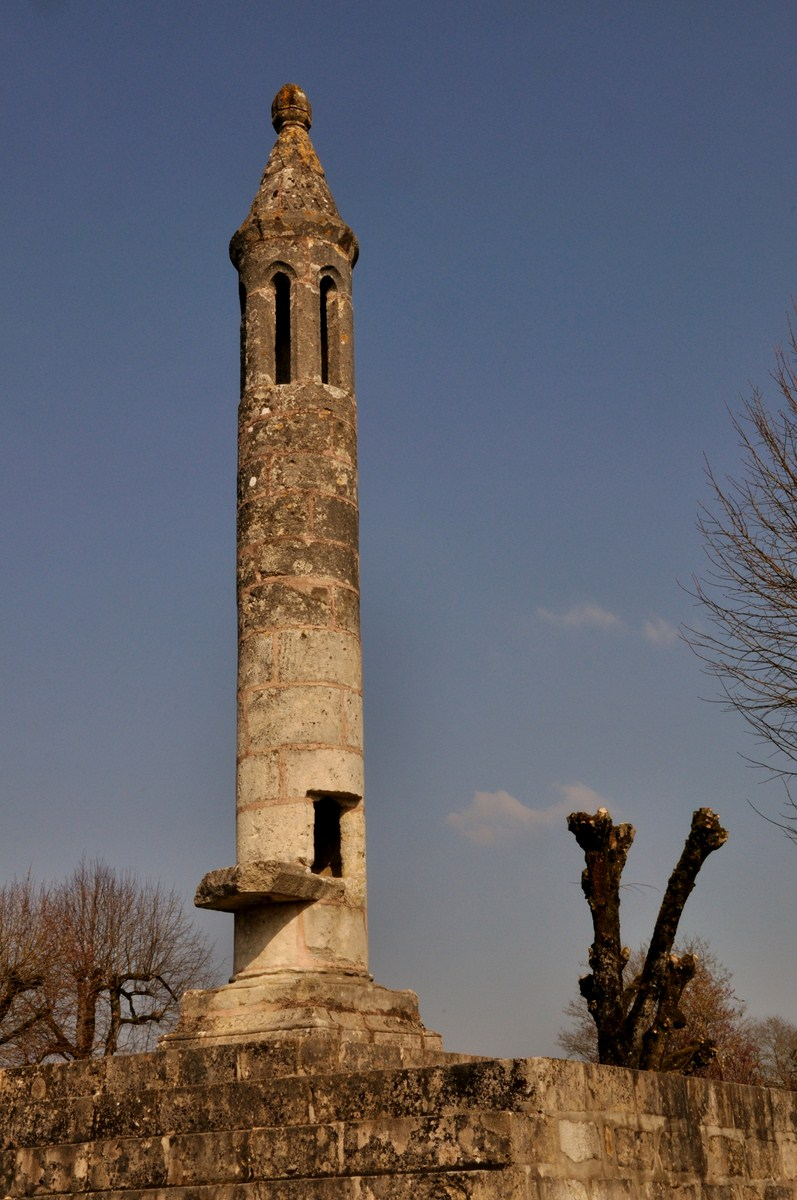
La lanterne des morts en 2011.